# Litteratursociologi
Litteratursociologi er en samlebetegnelse for en række teorier og metoder, der systematisk undersøger forskellige interaktioner mellem litteratur og samfund, dvs. litteratur som en funktion i og af samfundet. Et eksempel på litteratursociologisk forskning er fx en dansk undersøgelse fra 2016, der kortlagde hvordan forskellige samfundsklasser havde forskellige læsemønstre.

## Primære arbejdsfelter

### Samfundet i litteraturen
Denne metode betegner studier i, hvordan samfundet skildres i skønlitteraturen, og hvordan litteraturens stof, genrer og formsprog præges af de politiske, sociale og økonomiske kræfter. Værker, forfatterskaber, generationer og perioder analyseres ud fra deres sociale baggrund eller som udtryk for samfundsstrukturer og klassemodsætninger, for samfundsgruppers ideologi eller for en periodes eller en kulturs værdibegreber. Også triviallitteratur og anden populærkultur inddrages. Området har siden 1970'erne fået inspiration fra de angelsaksiske kulturstudier og postkoloniale studier.

### Litteraturen i samfundet
Her studeres litteraturen som en institution eller et system af institutioner og følger "den litterære proces" fra produktion af litteratur (forfattervilkår og -rekruttering, forlagsvirksomhed), over distribution (bøgers salgskanaler, spredning via andre medier, biblioteker, litterær kritik, oversættelser) til litteraturens brug (undervisning, værkers modtagelse og efterliv, den litterære opinionsdannelses mekanismer, læsevaner, litteraturens rolle i mediesamfundet, også som kulturel kapital med statusfunktion, kulturpolitik). Analysen af læseformer arbejder i samspil med psykologi og den omfattende receptionsforskning og reader-response criticism og studiet af bogens kommunikationsveje og bogkulturens institutioner er blevet et udbredt internationalt forskningsområde som boghistorie.